# Príncipe Regente Dom Pedro e Jorge de Avilez a Bordo da Fragata União
Príncipe Regente Dom Pedro e Jorge de Avilez a Bordo da Fragata União (ou D. Pedro I a bordo da fragata União) é uma pintura de Oscar Pereira da Silva. A sua data de criação é 1922, foi encomendada por Afonso Taunay e encontra-se sob a guarda de Museu Paulista. A obra é do gênero pintura histórica e retrata o dia 8 de fevereiro de 1822, quando Dom Pedro I teria expulsado as tropas portuguesa do Rio de Janeiro, após a derrota portuguesa na Rebelião de Avilez.
Retrata importantes figuras históricas, como o Pedro I do Brasil, no centro da tela, José Bonifácio de Andrada e Silva, Jorge de Avilez Zuzarte de Sousa Tavares, Joaquim de Oliveira Álvares, Joaquim Raimundo de Lamare, Joaquim Xavier Curado, João Severiano Maciel da Costa, Visconde de Majé e José Maria de Morais Rego. Também representa elementos como um canhão, fragata, cordas, tripulantes, militares e marinheiros. Ao fundo, também mostra o Pão de Açúcar e a Baía de Guanabara, no litoral da cidade do Rio de Janeiro.

## Descrição
A obra foi produzida com tinta a óleo e suas medidas são 262 cm x 315 cm, sem moldura, e 277 cm x 330 cm, com moldura.
A pintura faz parte da Coleção Fundo Museu Paulista, com o número de inventário 1-19545-0000-0000.

## Contexto
Durante o final da década de 1910 e o início da de 1920, o Museu Paulista estava se preparando para as comemorações do centenário da Independência do Brasil. Para essa data, o então diretor da instituição, Afonso de Taunay, deu início a um processo de representação de importantes momentos históricos do Brasil, desde a chegada dos portugueses até o então momento, principalmente sob à ótica das realizações dos paulistas.
Para alcançar esse objetivo, Taunay contratou diversos artistas para retratar importantes acontecimentos históricos brasileiros em pinturas e esculturas. Entre eles estava o pintor Oscar Pereira da Silva, que ficou reponsável por produzir diversas obras, incluindo a Príncipe Regente Dom Pedro e Jorge de Avilez a Bordo da Fragata União. A pintura teria custado ao museu oito contos de réis (8:000$000).
Devido à importância do momento histórico retratado no contexto do processo de Independência do Brasil, a pintura D. Pedro I a bordo da fragata União localiza-se em um local nobre dentro do Museu Paulista: no Salão de Honra (ou Salão Nobre), em frente à obra Independência ou Morte, de Pedro Américo.

## Análise
A obra Príncipe Regente Dom Pedro e Jorge de Avilez a Bordo da Fragata União retrata o momento em que Dom Pedro teria expulsado as tropas portuguesas do Rio de Janeiro. A pintura, entretanto, é uma representação armamentista tanto do momento em questão, como do processo de Independência do Brasil. A sua realização tinha o objetivo de representar a Independência como um momento combativo.
É posível notar um tom mais agressivo na pintura graças aos seus elementos e personagens, assim como as suas posturas e localização. Dom Pedro encontra-se no centro da tela, tocando um canhão com a mão esquerda e apontando, com o braço direito, para as tropas portuguesas, o oficial português Jorge Avilez e o lado de fora do navio. O sinal indica que o monarca estaria expulsando-os e ainda alude ao canhão, localizado logo abaixo, que aponta para a mesma direção de seu braço direito.